# 佩卓·巴耶茲
佩卓·艾爾貝里斯·巴耶茲（西班牙語：Pedro Alberys Báez，1988年3月11日—），為美國職棒大聯盟的投手，目前效力於洛杉磯道奇。他先前曾效力於休士頓太空人。他在2014年登上大聯盟。

## 職業生涯

### 洛杉磯道奇
2007年1月22日，巴耶茲加盟道奇隊。起初他是三壘手，不過球隊在2012年將他培養為投手。
2014年，巴耶茲從2A出發，並在5月5日登上大聯盟。他出賽一場比賽後回到2A，並在7月份重回大聯盟。之後他在8月站穩牛棚。該年他的防禦率為2.63。2014年國家聯盟分區賽第一戰，巴耶茲僅投2.1局就被麥特·哈勒戴敲出2分砲失分。
2015年，巴耶茲入選開幕戰名單。該年他拿下4勝2敗，防禦率3.35。5月10日，他拿下大聯盟首勝。之後他因為受傷在3A投了幾場復健賽。2015年國家聯盟分區賽第三戰，巴耶茲登板救援，但他一個出局數都沒抓到就掉了3分。
2016年，他拿下3勝2敗，防禦率3.04，被打擊率只有1成95。他在分區賽投了3.2局無失分，但在國聯冠軍賽投了3.1局失6分。最後道奇隊遭到小熊隊淘汰。
2017年春訓，他在幫隊友進行打擊練習被球打中。該年他拿下3勝6敗，防禦率2.95。但他在9月被打了5轟，導致他在季後賽都沒有上場。這年他還因為投球間隔時間太長而被大聯盟主席警告，後來他和道奇隊簽下1年150萬美元的合約。
2018年，巴耶茲拿下4勝3敗，防禦率2.88。他在季後賽拿下1勝，防禦率1.59。2019年，他拿下7勝2敗，防禦率3.10，並收穫生涯首次救援成功。之後他和球隊簽下400萬美元的合約。
2020年，他投了17局，防禦率3.18。他在分區賽投了1局無失分，國聯冠軍賽投了3.1局失1分。在世界大賽上，巴耶茲出賽3場比賽，投了3.1局失2分，最後道奇隊成功拿下冠軍。

### 休士頓太空人
2021年1月15日，巴耶茲和太空人簽下2年1250萬美元的合約。他在春訓因為確診COVID-19而錯過開季，並在4月底肩膀受傷進入傷兵名單。8月10日，巴耶茲終於完成在太空人的初登板。2022年4月26日，巴耶茲遭到球隊指定讓渡。

### 重返洛杉磯
2022年5月19日，巴耶茲與道奇隊簽下小聯盟約。

## 綽號
2018年的球員週，巴耶茲穿上背後寫上「LA MULA」(西班牙文的騾)的球衣。因為巴耶茲在道奇期間時常出賽，投球局數多，隊友認為他就像辛苦工作的騾一樣，因此取上這個外號。

## 外部連結
- 球員資訊和成績在MLB ，ESPN ，Retrosheet ，Baseball Reference ，Baseball Reference (Minors) ，Fangraphs ，The Baseball Cube （英文）